# 麻行街

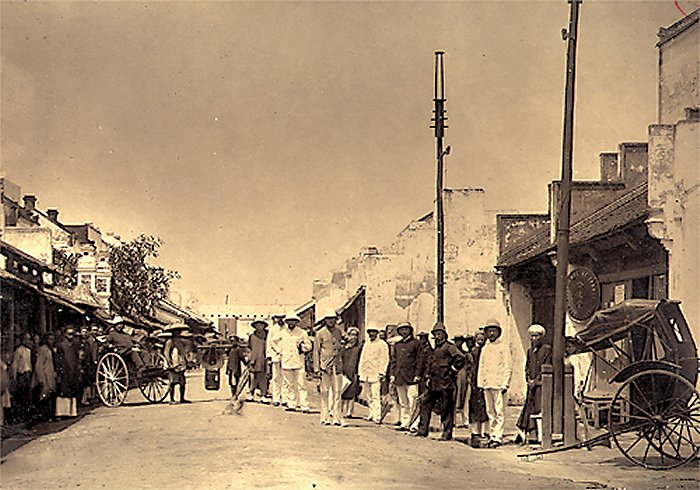
20世紀初的麻行街

麻行街是屬於河內市還劍郡的一條街道，位於河內古街區。全長252米。